# Fumonisine
Fumonisine sind eine Gruppe von chemisch sehr ähnlichen Mykotoxinen, die von verschiedenen Fusarium-Arten gebildet werden. Sie wurden erstmals 1988 aus einer Kultur von Fusarium verticillioides isoliert.
Fumonisine werden durch Fusarium verticillioides und F. proliferatum insbesondere auf Mais, aber auch auf anderen Getreidearten gebildet. Die ubiquitäre Verbreitung dieser Pilze sorgt für eine ebenso ubiquitäre Verbreitung ihrer Gifte.

## Eigenschaften
Fumonisine sind chemisch relativ beständig. Durch Verarbeitung und Lagerung kontaminierter Nahrungsmittel kommt es in der Regel zu keiner Abnahme der Konzentration von Fumonisinen. Lediglich die gute Wasserlöslichkeit dieser Mykotoxine kann zum Auswaschen bei entsprechenden Prozessen führen. Unter basischen Bedingungen erfolgt eine Hydrolyse der Fumonisin-Esterbindungen, die entstehenden Alkohole sind jedoch ebenfalls toxisch. Ihre Struktur ähnelt der des Sphingosins. Die Biosynthese erfolgt über einen Polyketid-Weg.
Seit 1988 wurden 28 verschiedene Fumonisine entdeckt. Sie werden als A-, B-, C-, D-, P-Fumonisine klassifiziert. Die am häufigsten vorkommenden sind die der Gruppe B, wovon wiederum das Fumonisin B1 das am weitesten verbreitete ist.
| Fumonisin | Allgemeine Struktur | R1  | R2           | CAS-Nr.     |
| --------- | ------------------- | --- | ------------ | ----------- |
| B1        |                     | –OH | –OH          | 116355-83-0 |
| B2        | –H                  | –OH | 116355-84-1  |             |
| B3        | –OH                 | –H  | 1422359-85-0 |             |
| B4        | –H                  | –H  | 136379-60-7  |             |

## Biologische Bedeutung
Fumonisine unterbinden die Ceramid-Synthese, indem sie die Übertragung von Acyl-Gruppen auf Sphingosin behindern. Sie sind Inhibitoren der Sphingosin-N-Acyltransferase (EC 2.3.1.24).
Da Ceramide wichtiger Bestandteil vieler Biomembranen sind, ist das Schadbild entsprechend weit gefächert.
Fumonisine stehen im Verdacht, beim Menschen kanzerogen zu sein. So wurde bei vermehrter Aufnahme von Fumonisinen (z. B. bei einer von Mais dominierten Ernährung) eine erhöhte Inzidenz an Ösophaguskarzinomen gefunden. Ebenfalls wird in Verbindung mit maisreicher Ernährung und entsprechender Fumonisinbelastung eine erhöhte Rate embryonaler Fehlbildungen (z. B. Spina bifida) diskutiert.

## Grenzwerte und lebensmittelrechtliche Regelung
Vom Expertengremium der Ernährungs- und Landwirtschaftsorganisation (FAO) und der Weltgesundheitsorganisation (WHO), der Gemeinsame FAO/WHO-Sachverständigenausschuss für Lebensmittelzusatzstoffe (JECFA) wird ein TDI von 2 µg/kg angegeben. Der aktuelle TDI-Wert der EFSA liegt bei 1,0 µg/kg und ersetzt den vorher empfohlenen Wert des Wissenschaftlichen Lebensmittelausschuss der Europäischen Kommission von 2,0 µg/kg.
In der EU werden die Höchstmengen an Mykotoxinen wie Fumonisine in Lebensmitteln durch die Verordnung (EU) Nr. 915/2023 geregelt. Die jeweiligen Höchstgrenzen hängen dabei vom Erzeugnis ab und orientieren sich auch daran, was durch gute Herstellungspraxis oder gute landwirtschaftliche Praxis erreichbar ist. Für Fumonisine gibt es verschiedene – auch von der Verarbeitung abhängige – Grenzwerte (Summe von Fumonisin B1 und B2) für: zum unmittelbaren menschlichen Verzehr bestimmter Mais (1000 µg/kg) und Erzeugnisse auf Maisbasis (800 µg/kg), Beikost auf Maisbasis für Säuglinge und Kleinkinder (200 µg/kg). Höhere Grenzwerte sind in unverarbeitetem Mais (4000 µg/kg), sowie Maismehlfraktionen (1400–2000 µg/kg) zulässig.